# باشگاه والیبال دینامو مسکو
باشگاه والیبال دینامو مسکو (به انگلیسی: VC Dynamo Moscow) باشگاه حرفه‌ای والیبال مستقر در مسکو یکی از تیم‌های حاضر در سوپر لیگ روسیه است. این باشگاه در ۱۹۲۶ تأسیس شد. دینامو یکی از باشگاه‌های قدیمی والیبال روسیه است. دینامو تا به حال دو بار موفق به قهرمانی در سوپر لیگ روسیه شده‌است.